# درانسفلد
درانزفلد (بالألمانية: Dransfeld) هي بلدة ألمانية تقع في ألمانيا في سكسونيا السفلى.  يقدر عدد سكانها بـ 4,265 نسمة .